# 当我们仰望天空时看见什么？
《当我们仰望天空时看见什么？》是2021年的格鲁吉亚劇情片 ，由亞歷山大·科貝里澤执导。安尼·卡塞拉泽、乔治·博乔里什维利和瓦赫唐·潘楚利泽主演。
此片于2021年3月4日在第71屆柏林影展上首映。

## 剧情
一天，医学生丽萨和足球运动员乔治在格鲁西亚城市库塔伊西碰巧相遇两次，两人约定第二天在咖啡馆见面。回家的路上，丽萨被警告说她受到一根杂草、一个监控摄像头和一个雨水沟的诅咒。她的室友玛雅给了她一枚黑色琥珀戒指以保护她。
第二天丽萨和乔治醒来后发现两人面目全非。此外两人还失去了自己的天赋——医学知识之于丽萨以及足球能力之于乔治。玛雅建议丽萨请假并去和乔治赴约，并表示若丽萨真的喜欢乔治自会发现真相。乔治被自己的足球教练当成陌生人赶出运动场。两人在咖啡馆相遇却不相识，都以为对方未赴约。
丽萨不得不放弃药房的工作并在咖啡馆打工，而乔治也开始为咖啡馆工作。两人每天相见却不认识对方。丽萨尝试去消除诅咒但却失败。碰巧两人被选去扮演一部电影中的恋人，丽萨和乔治这才终于认出对方。

## 发行
2021年2月11日，柏林国际电影节宣布此片将于2021年3月在第71屆柏林影展全球首映。

## 反响
在汇总媒体网站爛番茄中，此片好评率为88%，平均分7.7/10。在Metacritic，此片平均分为84分。
《纽约时报》曼诺拉·达吉斯评论表示“我（在脑海中）一直在抱怨它，过了一会儿，我意识到，终究我真的很喜欢它”。
《好莱坞报道》评论此片“是一部非常成功的电影艺术作品”。
《偏锋杂志》评论此片为“一部充满了对过去的崇敬与对未来的警惕的另类史诗”。
此片在第五届平遥国际电影展获得“羅伯托·羅塞里尼榮譽”特别表扬奖。